# Одескальки
Одескальки (итал. Odescalchi) — дворянский род из Комо на севере Италии, который возвысился в 1676 году, после избрания одного из его представителей на папский престол. На протяжении последующих ста лет считался одним из богатейших родов «чёрной знати». В XIX веке перебрался в Венгрию. Глава семейства традиционно носит титул князя Одескальки и Бассано, герцога Сирмии.

## История
До избрания кардинала Одескальки на папский престол его сородичи принадлежали к провинциальному дворянству Комо. История рода прослеживается со времени Джорджио Одескальки (итал.  Giorgio Odescalchi), в 1290 году жившего в Комо. От его внуков Джанолло и Пьетролло происходят две основные линии рода — старшая и младшая. Последний представитель старшей линии, Ливио Одескальки, умер в 1713 году. Потомки же Пьетролло переехали во Францию, где, по всей видимости, были уничтожены во время Варфоломеевской ночи.
На родине Одескальки занимались ростовщичеством и особенно обогатились, скупая земли за бесценок после эпидемии чумы 1630 года. Когда в 1676 году кардинал Бенедетто Одескальки стал римским папой Иннокентием XI, он щедро обогатил своего племянника Ливио, который в 1696 году приобрёл у Орсини права на древнее герцогство Браччано. 
В своей политике Иннокентий держался союза с Габсбургами против турок. После смерти понтифика император Леопольд I, выражая свою признательность семейству Одескальки, передал его племяннику владение древним Сирмием на землях, отвоёванных у турок, в пределах венгерской короны, вместе с княжеским титулом.

### Одескальки-Эрба

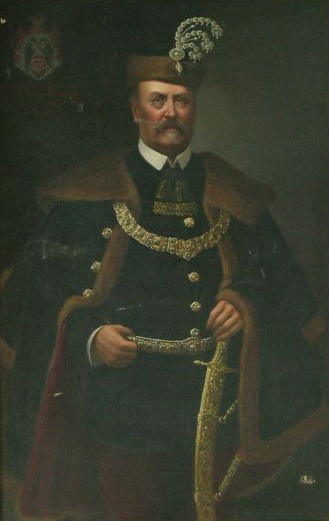
Венгерский политик Дьюла Одескальки (1828-96)

Все Одескальки XIX—XXI веков происходят от брака сестры папы Иннокентия XI с Алессандро Эрба (1599—1670), патрицием из Комо. После смерти в 1714 году Ливио Одескальки его фамилию, титулы и владения унаследовал внук этой четы — Бальдассаре Эрба (1683—1746). (Родоначальником рода Эрба считается Энрико Эрба, занимавший в 1165 году пост викария Милана). Потомки Бальдассаре от брака с принцессой рода Боргезе уже в XVIII веке заметно обеднели и были вынуждены распродать часть своих владений.
Старший из правнуков Бальдассаре, Винсент Одескальки-Эрба (1778—1833), окончательно разорившись, перебрался из Италии в свои венгерские владения, где вступил в брак с графиней Зичи. Потомство его младшего сына Августа, обосновавшегося в Пресбурге, влилось в ряды венгерской знати. Старший сын Винсента со временем выкупил замок Браччано и вернулся в Рим, где один из его потомков продолжает носить наследственные титулы герцога Браччано и Сирмио. Таким образом, в настоящее время существуют две линии рода — итальянская (старшая) и венгерская (младшая).

## Представители
- Ливио Одескальки (итал. Livio Odescalchi, ум. 1620) — венецианский банкир, отец Бенедетто Одескальки[5].
- Бенедетто Одескальки (1611—1689) — 240-й папа римский Иннокентий XI.
- Ливио I Одескальки (итал. Livio Odescalchi, 1658—1713) — кандидат на польский престол в 1697 году, племянник Бенедетто Одескальки.
- Бенедетто Эрба-Одескальки (итал. Benedetto Erba Odescalchi, 1679—1740) — архиепископ Милана, кардинал с 1713 года[6], владелец ренессансного дворца в центре Милана.
- Антонио Эрба-Одескальки (1712—1762) — архиепископ Ниццы, генеральный викарий Рима в 1759—1762 годы[6].
- Карло Одескальки (1785—1841) — архиепископ Феррары, генеральный викарий Рима в 1834—1838 годы[7].

## Владения

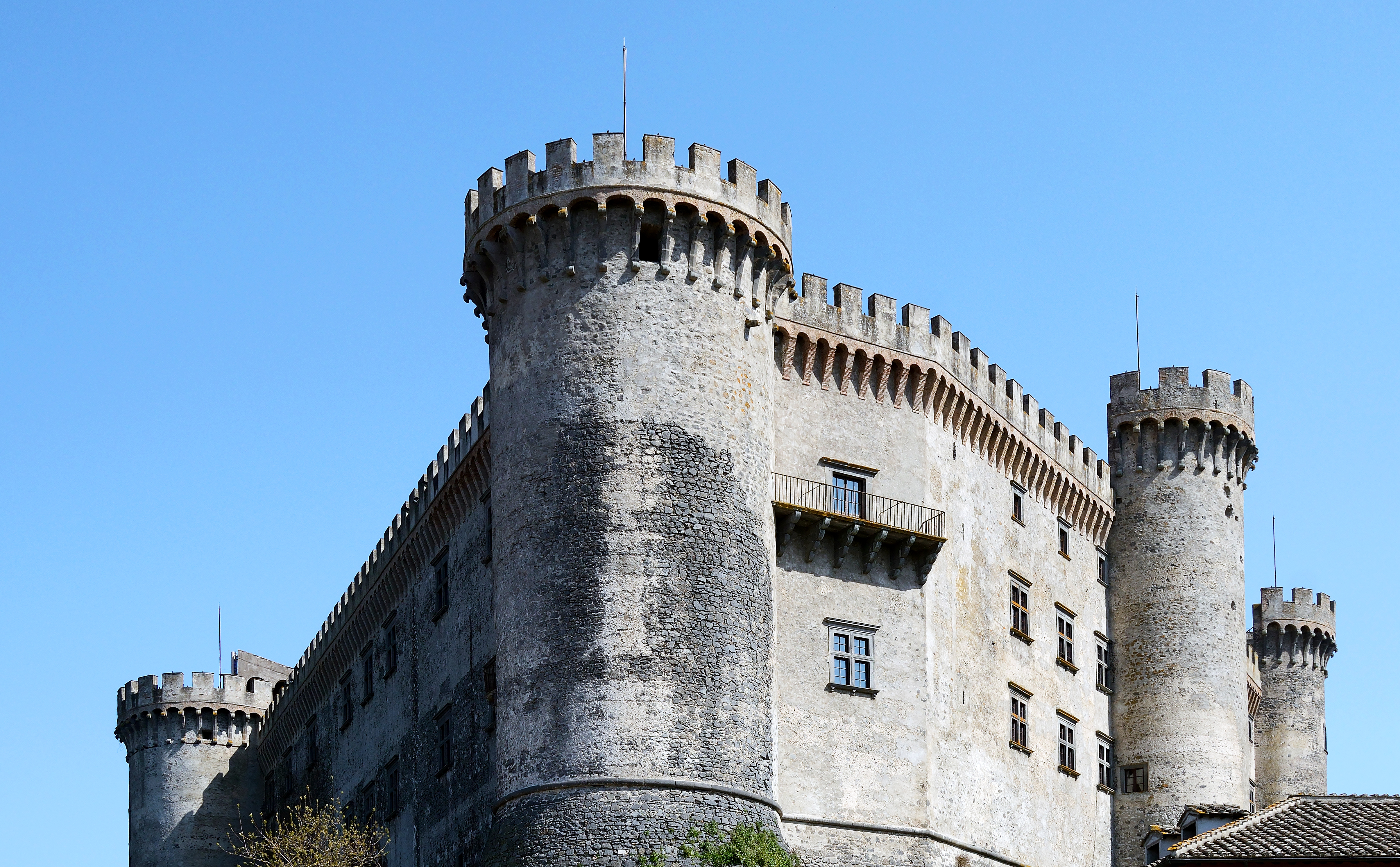
Средневековый замок Орсини-Одескальки в Браччано

К владениям семья Одескальки относятся:
- замок Браччано, построенный в XIII веке князьями Орсини. Замок был приобретён Ливием Одескальки в 1696 году и до сих пор находится во владении потомков, которые сдают имение для проведения свадебных церемоний. В частности, в 2006 году здесь играли свадьбу Том Круз и Кэти Холмс.
- палаццо Киджи-Одескальки (Palazzo Chigi-Odescalchi) в Риме (на Piazza dei Santi Apostoli, 80) построено Карло Мадерна для князя Колонна, перестроено Бернини для кардинала Флавио Киджи и расширено в XVIII в. по проекту Сальви и Ванвителли.